# Goda Gábor (rendező)
Goda Gábor (Budapest, 1960. március 3. –) magyar rendező, koreográfus. Az Artus – Goda Gábor társulata és az Artus Kortárs Művészeti Stúdió alapítója, művészeti vezetője. A Weight-Flow Contact – GODA method for human bridges kidolgozója.

## Életpályája

### Családja
Budapesten született, apja dr. Goda Gyula (1928) jogász, anyja Keresztes Zsuzsa (1937) képzőművész, bátyja, Goda Gyula (1957) vezetési tanácsadó, pszichológus. Felesége Lukács Rita (1971) pszichológus, három gyermeke van, Sára (1996), Noa (1997) és Áron (1999).

### Tanulmányok
18 éves koráig versenyszerűen öttusázott, íjászkodott és csellózni tanult. 1978-ban a József Attila Gimnáziumban érettségizett. 1978–79-ben egyetemi előfelvételisként Ercsin volt sorkatona, ahol pontonhidászként szolgált. 1979-től a BME Építőmérnöki Karán tanult, hídtervezőnek készült, de harmadévben megszakította egyetemi tanulmányait azzal a kijelentéssel, hogy „nem vasbeton, hanem emberi hidakkal akarok foglalkozni”.
1981-ben megkezdte színházi és tánc tanulmányait az M. Kecskés András vezette Corpus pantomimegyüttesben, melyben 1981-84 között volt, közben azt megszakítva, másfél évig a Kecskeméti Katona József Színház mozgásszínház tagozatának (Malgot István) volt tagja. 1982-ben találkozott Fülöp László (1931–2016) építész-képzőművésszel, akit élete végéig mentoraként tisztel, barátjaként szeret. 1984–85-ben a Budapest Népművelési Intézet szervezésében tanult mozgásszínház-rendezést. Mestere Kárpáthy Zoltán (1939) volt. 1986-tól kezdett el kontakt improvizációval foglalkozni Steve Paxton, Josef Nadj, Mark Tompkins vezetésével.
2005-ben, huszonöt éves szakmai múlttal a háta mögött, szerezte meg koreográfusi diplomáját a Színház- és Filmművészeti Egyetemen. Diplomamunkájában, a Jelenlétek – jelenségekben összefoglalja színházi tapasztalatait és filozófiáját.

### Szakmai útja
1985-ben megalapította saját társulatát az Artust, mely később Artus – Goda Gábor társulata néven vált ismertté. Első egész estés előadását a Vakokat abban az évben, még a rendszerváltás előtt bemutatták a vasfüggönyön túl, Bécsben, ami akkoriban egyedülálló volt egy független színház életében. Ekkor fedezte fel a társulatot a Wiener Fest Wochen igazgatója, akinek támogatásával hozta létre következő produkcióját, a Gázszív ciműt, amelyet 1987-ben a Scene Wien Theaterben mutatott be a Heftiger Herbst fesztivál programjában. 1986-ban megszervezte az I. Francia Kortárs Táncszínházi Műhelyt Nagy József, Thierry Bay, Gerard Gourdot oktatókkal. 1989-től tanít kontakt improvizációt Magyarországon és külföldön (Budapest Táncfőiskola, Budapest Táncművészeti Egyetem, Budapest Színház és Filmművészeti Egyetem, Zürichi Operaház, Royal Scottish Academy of Music and Drama, Jerusalem Art Academy, Auckland Art Academy). 1991-ben mutatta be a Záp-Turul című előadását, mely egyszerre botrányt kavar és sikert arat. Alkotótársai ekkor Mándy Ildikó és Méhes Csaba voltak. A Záp-Turulban dolgozott először Melis László zeneszerzővel, aki később még számos előadásához komponál zenét. 1992-ben Kálmán Ferenccel megalakította a Kortárs Tánc- és Színházi Műhelyt, a MU Színházban. Még abban az évben Bécsben Mark Tompkins, majd Willi Dorner előadásában szerepelt vendég-előadóművészként. Társulatával 1994-ben Új-Zélandon három hónapot dolgozik koprodukcióban az aucklandi Human Garden társulattal (Shona McCullagh, John Gibson). 1994-ben a svájci Carambole Theaterrel (Cristiane Loch és Sivano Mozzini) Zürichben , 1995-ben az izraeli Vertigo Társulattal (Noa Wertheim, Adi Shaal) Jeruzsálemben és Budapesten dolgozott.
1997-ben hozta létre az Artus Kortárs Művészeti Stúdiót, amellyel kivonult a konvencionális értelemben vett színházból egy 2000 négyzetméteres üres gyárépületbe. 1997–2000 között három éven át dolgozik a Noé trilógia előadásán, Az előadás fordulópontot jelent szakmai életében, egyrészt mert ebben az előadásban használja először saját szövegeit, másrészt, mert ekkor használja először a teret teljes egységben, ahol nincs színpad és nézőtér, hanem egy komplex installáció válik az alkotás terévé. A trilógia létrehozásában legfontosabb alkotótársai Pintér Béla színész, Sebestény Ferenc építész és Stollár Xénia zeneszerző volt. 2000-től szinte minden munkájában Gold Bea lett állandó alkotótársa.
2006-ban Mexikóban, San Cristobal de las Casasban és Palenque-ben, 2007-ben az USA-ban, Santa Fében, az amerikai Thunder Bay (Ed Herbst, Beth Skinner, Susan Prinz) és a román Toaca (Nona Ciobanu, Iulian Bălţătescu) színházzal dolgozik együtt, melynek eredménye a Sztélé és a Hermész 13 című előadásban jelenik meg.
Erdélyben 2009-ben Sepsiszentgyörgyön az M Stúdió számára Törékeny címmel, 2012-ben Gyergyószentmiklóson a Figura társulatnak Arany-légy címmel rendezett előadást.
2010-ben indította be Kérész Művek című sorozatát, ahol minden egyes előadás létrehozása és bemutatása egy napig tart. A társulat művészei minden alkalommal egy adott témára, egyetlen intenzív próbanap alatt hoznak létre egy egyszeri és megismételhetetlen előadás-eseményt. A Kérész Művek sorozat meghatározhatatlan műfajára a „kortárs varieté” és a „performansz-kocsma” kifejezést használja.

### Tai Chi Chuan
2000 óta a Jang stílusú Tajcsicsuan rendszeres gyakorlója. Mestere Havasi András, a Teljes Valóság Taoista Iskola magyarországi képviselője és tanítója. Az előadásokban is egyre inkább megjelentek a tajcsielemek (Don Quijote Mauzóleum 2005, Kakaskakaskakas 2009, Ulysses Nappalija 2011, Cseppkánon 2015).

### Weight-Flow Contact
2006-ban megalkotta a Weight Flow Contact – Goda method for Human Bridges rendszerét, amely olyan, az emberi kapcsolatokra vonatkozó komplex fizikai-pszichológiai-filozófiai alapokra épülő mozgásrendszer, melynek során a csoportmunkában folyó tanítás nem elméleti, hanem közvetlenül testi és cselekvés szintű, ahol a „tudás nem a fejekben, hanem a tettekben jelenik meg”.

### Egy-Nap-Fordulat
2010-ben tette meg első Egy-Nap-Fordulatát. 24 órás meditációja új kaput nyitott szellemi életében, amelyről így nyilatkozik: „Fent álltam a hegyen, és lassan megfordultam egyszer a saját tengelyem körül. Egyszerűen körbefordultam, de egy nap, azaz 24 óra alatt. Annyi idő alatt, mint ahogy a Föld fordul meg a tengelye körül. Egy napot álltam egy helyben, lassan mozdulva, fordulva, összehangolódva, eggyé válva a Földdel. Az Egy-Nap-Fordulat rítus és meditáció, tele fájdalmas és egyben felemelő ellentmondásokkal."

## Munkái

### Rendezések, koreográfiák
- Kérész a Trezorban (az Artus és a Közép-Európa Táncszínház közös produkciója) (2016) MOM Kulturális Központ
- Cseppkánon – Hogy vagy, Herakleitosz? (2015) Művészetek Palotája
- Artus 30 születésnapi Régész művek (2015) Artus Stúdió
- Sutra (2014) MODEM Debrecen
- 1+1=1 (2013) Trafó
- Arany-légy (2012) Gyergyószentmiklós (vendégrendezés a Figura Stúdió Színház számára)
- Elfeledett ének (2011) Artus Stúdió (vendégrendezés a Kompánia Színházi Társulásnak)
- Bábel (2011) Nemzeti Táncszínház
- Ulysses Nappalija (2011) Artus Stúdió
- Kérész Művek (2010–)
- Kakaskakaskakas (2009) Trafó
- Törékeny (2009) Sepsiszentgyörgy (vendégrendezés az M Stúdió számára)
- Hermész 13 (2008) Artus Stúdió
- Embernövények a nappaliban – A kifordított szoba (2008) Művészetek Palotája Ludwig Múzeum
- Farkasok társasága (felnőtt előadás), Farkasfalka és a lány (gyerekelőadás) (2007) Művészetek Palotája
- Sztélé (2006) Debrecen Csokonai Színház, Artus Stúdió
- Maja idő és árnyék előadás munkaperformansza (2006) Mexikó
- Don Quijote mauzóleum (2005) Artus Stúdió
- Performanszok (2005) Dante Isteni színjáték, Völgy (pszichológus konferencia), Kéreg-kor
- Rókatündérek (az Artus és a Medence Csoport közös produkciója (2005) Nemzeti Táncszínház
- Retina (2004) Artus Stúdió
- Hókirálynő (2003) Nemzeti Táncszínház
- Dante variációk (2003) Artus Stúdió
- Osiris tudósítások (2002) Trafó
- Einstein álmok (2001) Artus Stúdió
- Káin kalapja (2000) Artus Stúdió
- Gázszív (magyar-izraeli koprodukció, Artus- Vertigo) (1999) Izrael
- Noé trilógia: I. Portré C, II. Csillagőlrő, III. Mozdulatlan utazás (1997-1999) Artus Stúdió
- Requiem for Doo-doo (1996) Zürich (vendégrendezés a svájci Carambole Theater számára)
- Vertigo (magyar izraeli koprodukció) (1995) Izrael
- Tűzfal (1995) Katona József Színház
- Shakespeare: Szentivánéji álom (1994) Bárka (koreográfia Csányi János rendezéséhez)
- A homok asszonya és az 1/8 mm-es ember (1994) Zürich
- Pénelopé lányai (1994) Budapest (koreográfia a DekaDance együttes számára)
- Human Garden (új-zélandi- magyar koprodukció) (1994) Új-Zéland
- Gyöngykánon (magyar-osztrák svájci koprodukció) (1993) Budapest
- Téglatolvajok (1992) Budapest (workshop demonstráció a Kortárs Tánc- és Színházi Műhely számára)
- Tarajos (1992) Budapest (koreográfia a Budapest Tánciskola növendékei számára)
- Turul (1991) Budapest
- Kányádi Sándor: Kétszemélyes tragédia rendezés (1990) MU Színház
- Alvajárók (1990) Budapest
- Arthur Schnitzler: Pierrot und Pierrette (1990) Graz (vendégkoreográfi a Minoriten Theater számára)
- Die Sprache das Skarabäus (1990) Graz (vendégrendezés Echidna Theater számára)
- 7 Saccharin (kollázs a korábbi koreofráfiákból) (1988) Bonn
- Früchten vom Baum des Todes (1988) Graz (Echidna Theater)
- Gázszív (koreográfia a WienerFesctwochen-nel) (1987) Budapest
- Crossing (die Raben koprodukció) (1987) Bonn
- Kékszakáll (1986)
- Kaval (1986)
- Az apokaliptuszfa virágai (1986)
- Vakok (1985)

## Díjai

### Személyes díjak
- Harangozó Gyula-díj (1997)

### Darabok díjai
- 1984 Közönség díj – Déja vu – I. Budapest Új Táncverseny